# Loctudy
Loctudy (tiếng Breton: Loktudi) là một cảng cá và khu nghỉ dưỡng dọc bờ biển ở Brittanny, Pháp. Về mặt hành chính đây là một xã của tỉnh Finistère, thuộc vùng Bretagne, miền tây bắc Pháp.

## Dân số
Người dân ở Loctudy được gọi là Loctudistes.